# Energy Performance and Carbon Emissions Assessment and Monitoring Tool
ECAM ist das Energy Performance and Carbon Emissions Assessment and Monitoring Tool (Deutsch Energieeffizienz- und Treibhausgas-Emissions-Bewertungs- und Monitoring-Tool). Es handelt sich hierbei um ein digitales Analysewerkzeug für die Evaluierung von Treibhausgasemissionen in Wasser- und Abwasserunternehmen.

## Hintergrund
Der Wassersektor gilt als eine bisher unterschätzte Quelle für Treibhausgasemissionen. Im gesamten urbanen Wasserkreislauf entstehen durch Prozesse bei der Wasserver- und -entsorgung Kohlenstoffdioxidemissionen durch den Verbrauch von Energie, aber auch Lachgas- und Methanemissionen aufgrund von biologischen Prozessen bei der Abwasserbehandlung. Klimaschutzmaßnahmen im Wassersektor können daher nicht nur einen Beitrag zur Erreichung der Treibhausgasminderungsziele im Sinne des Pariser Klimaabkommens, sondern auch zur Senkung der Betriebskosten sowie zur Verbesserung der Wasser- und Sanitärversorgung leisten.
Das Tool wurde im Rahmen des von der Deutschen Gesellschaft für Internationale Zusammenarbeit (GIZ) umgesetzten Projekts Water and Wastewater Companies for Climate Mitigation (WaCCliM) entwickelt. Das Projekt ist Teil der Internationalen Klimaschutzinitiative (IKI) und wird vom Bundesministerium für Umwelt, Naturschutz und Reaktorsicherheit (BMU) gefördert.

## Anwendung
ECAM ist das erste Tool, welches einen ganzheitlichen Ansatz zur Identifizierung von Möglichkeiten zur Minderung von Treibhausgasemissionen im urbanen Wasserkreislauf liefert. Wasser- und Abwasserunternehmen können ihre Treibhausgasemissionen sowohl evaluieren als auch kontrollieren und zu den Nationally Determined Contributions (NDCs, deutsch national festgelegte Beiträge) beitragen.

### Grundlegende Funktionen
ECAM berücksichtigt den gesamten urbanen Wasserkreislauf: Wasserversorgung, Abwasser und Klärschlammmanagement (Wasserabstraktion, -behandlung und -verteilung; Abwassersammlung, -behandlung und -ableitung/wiederverwendung; Klärschlammsammlung, -behandlung und -wiederverwendung/entsorgung).
Das Programm bietet Unternehmen folgendes:
- Evaluierung von Treibhausgasemissionen und Identifizierung von Reduktionspotenzialen innerhalb des Wassersektors.
- Möglichkeiten zur Reduzierung von Betriebskosten.
- Entwicklung von Zukunftsszenarien für Auswirkungen von Maßnahmen zur Minderung von Treibhausgasemissionen.
- Berechnung von Emissionen innerhalb des Wassersektors; Voraussetzung für Klimafinanzierungen.
- Unterstützung bei der Leistungsüberwachung und Entscheidungsfindung.

Das Tool benötigt nur Daten, welche typischerweise in Wasser- und Abwasserunternehmen zur Verfügung stehen. Die Methodologie, welche zusammen mit dem ECAM Tool verwendet wurde, kann national auf alle Wasser- und Abwasserunternehmen zum erleichterten Wissensaustausch angewendet werden.

### Bilanzierung von Treibhausgasemissionen
Es werden drei verschiedene Emissionsarten im ECAM Tool berücksichtigt:
- Direkte Emissionen.
- Indirekte Emissionen.
- Andere indirekte Emissionen (ohne Berücksichtigung des Energieverbrauches).

Dabei sind direkte Emissionen zum Beispiel solche, welche bei der Abwasserbehandlung selbst entstehen. Indirekte Emissionen entstehen beispielsweise durch das Beziehen von Strom. Andere indirekte Emissionen werden im ECAM Tool als Emissionen bezeichnet, welche beispielsweise während des Transportes von Abwasser oder Klärschlamm verursacht werden.
Die Emissionen werden in CO2-Äquivalenten angegeben. Die Äquivalente für Methan und Lachgas korrespondieren mit den 100-jährigen Treibhausgaspotentialen (Englisch Global Warming Potential) für Treibhausgase (GWP100, AR5), berichtet durch das IPCC. Anwender können im Tool zwischen verschiedenen IPCC Berichten und entsprechenden Werten für Treibhausgaspotenziale wählen.

#### Stufenbasierter Ansatz
Das ECAM Tool arbeitet mithilfe eines stufenbasierten Ansatzes. Von Stufe A zu Stufe B nimmt das Detaillevel zu.

##### Stufe A – Vereinfachte Treibhausgasbewertung
In Stufe A konzentriert sich das Programm vor allem auf den Stromverbrauch in den Bereichen Trinkwasser, Abwasser und denen der Klärschlammbehandlung. Es approximiert sowohl direkte Emissionen als auch andere indirekte Emissionen, basierend auf Annahmen unter typischen technischen Bedingungen. Der Zweck hierbei ist, dass der Anwender eine erste grobe Abschätzung der Treibhausgasemissionen in seinem System veranlassen kann, um zu sehen in welchen Bereichen der Wasserver- und Abwasserentsorgung die größten Potenziale für Minderungen von Treibhausgasemissionen bestehen. Die Ausgabefiguren sind Kreis- und Kuchendiagramme und zeigen sowohl alle Treibhausgasemissionen als auch den gesamten Energieverbrauch innerhalb des Wasserkreislaufs. Zur besseren Unterscheidung der verschiedenen Emissionen wurden die Ausgabeformate farblich gekennzeichnet.

##### Stufe B – Detaillierte Treibhausgasbewertung
In Stufe B wird die Systemleistung eingehend mithilfe von mehreren Optionen zur Dateneingabe analysiert. Einige dieser Optionen stimmen mit denen aus Stufe A überein, allerdings besteht in Stufe B die Möglichkeit zusätzliche Werte einzugeben. Der Nutzer bekommt die Möglichkeit Werte einzugeben, welche sich auf die Pumpleistung, Wassereffizienz, Schlammmanagement, Behandlungsart, Biogasproduktion und viele weitere Faktoren beziehen. Neben der detaillierten Analyse können in Stufe B die Energieleistung und die Treibhausgasemissionen in verschiedenen Stufen und Teilstufen des urbanen Wasserkreislaufes bestimmt werden.

##### Stufe B – Erweiterte Bewertung: Unterkategorien
Durch die Möglichkeit mit Unterkategorien zu arbeiten, können Emissionen wie beispielsweise durch zusätzliche Behandlungsstufen entstehend, berücksichtigt werden. Auch hier sind die Ausgabefiguren Kreis- und Kuchendiagramme, welche die gesamte elektrische Energie im Wasserkreislauf innerhalb jedes Prozesses zusammenfassen. Diese sind ebenfalls farblich gekennzeichnet.

#### Möglichkeiten
ECAM identifiziert die Schritte im urbanen Wasserkreislauf in welchen Verringerungen von Treibhausgasemissionen Potenzial haben und schlägt Möglichkeiten vor, diese zu realisieren.